# Panagia Ekatontapyliani
Die Panagia Ekatontapyliani (griechisch Παναγία η Εκατονταπυλιανή ‚Madonna mit den hundert Pforten‘, auch Katapoliani) ist ein byzantinischer Kirchenkomplex in Parikia auf der griechischen Insel Paros. Die Ekatontapyliani ist ein wichtiger Ort der Marienwallfahrt in der Ägäis, an zweiter Stelle nach der berühmten Wallfahrtsbasilika auf der nahe gelegenen Insel Tinos.

## Geschichte

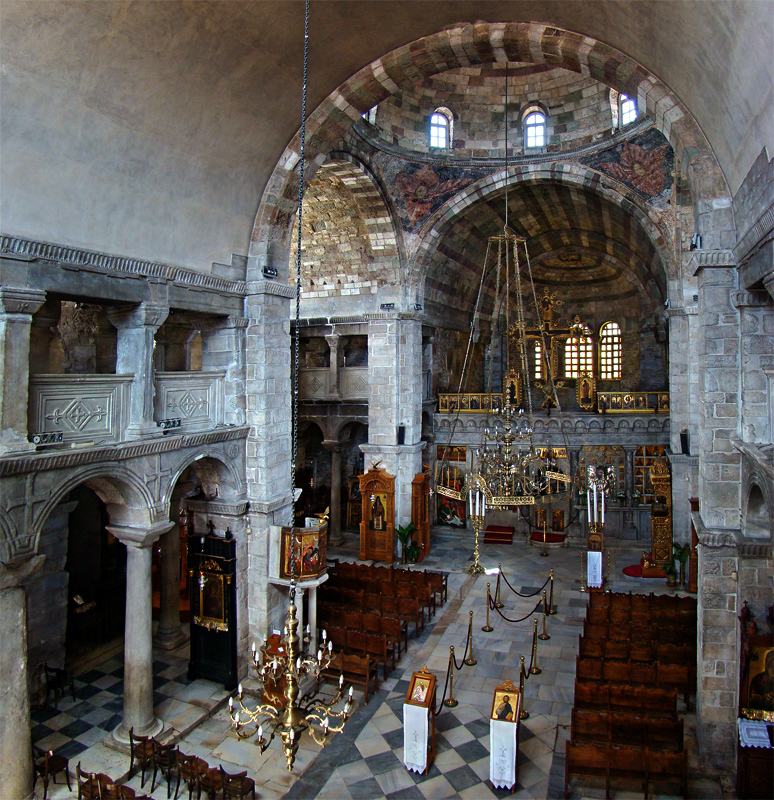
Hauptschiff

Die Kirche wurde nach der Legende von Helena begründet, der Mutter des römischen Kaisers Konstantin, als diese während ihrer Pilgerreise ins Heilige Land auf der Insel Halt machte. Nach der Überlieferung wurde sie während der Regierungszeit des byzantinischen Kaisers Justinian von Isidoros, einem der Architekten der Hagia Sofia, erbaut. Der Komplex wurde von einem Erdbeben im 18. Jahrhundert stark beschädigt, aber nach und nach restauriert.
Der Ursprung des Kirchennamens ist unklar, da der Bau keine hundert Türen oder Tore aufweist. Eine Theorie besagt, dass es sich um eine Verballhornung des Namens Katapoliani handeln könnte, was ungefähr mit „die der Stadt zugewandte“ übersetzt werden kann und die Lage des Komplexes vor der Altstadt von Parikia beschreibt.
Erste Kirchenbauten an diesem Ort sind bereits für das 4. Jahrhundert nach Christus nachgewiesen. Nachdem Teile der Vorgängerbauten – möglicherweise durch Feuer – zerstört worden waren, wurde die Kirche während der Regentschaft von Justinian II. in ihrer heute sichtbaren Form wiederaufgebaut.

## Beschreibung

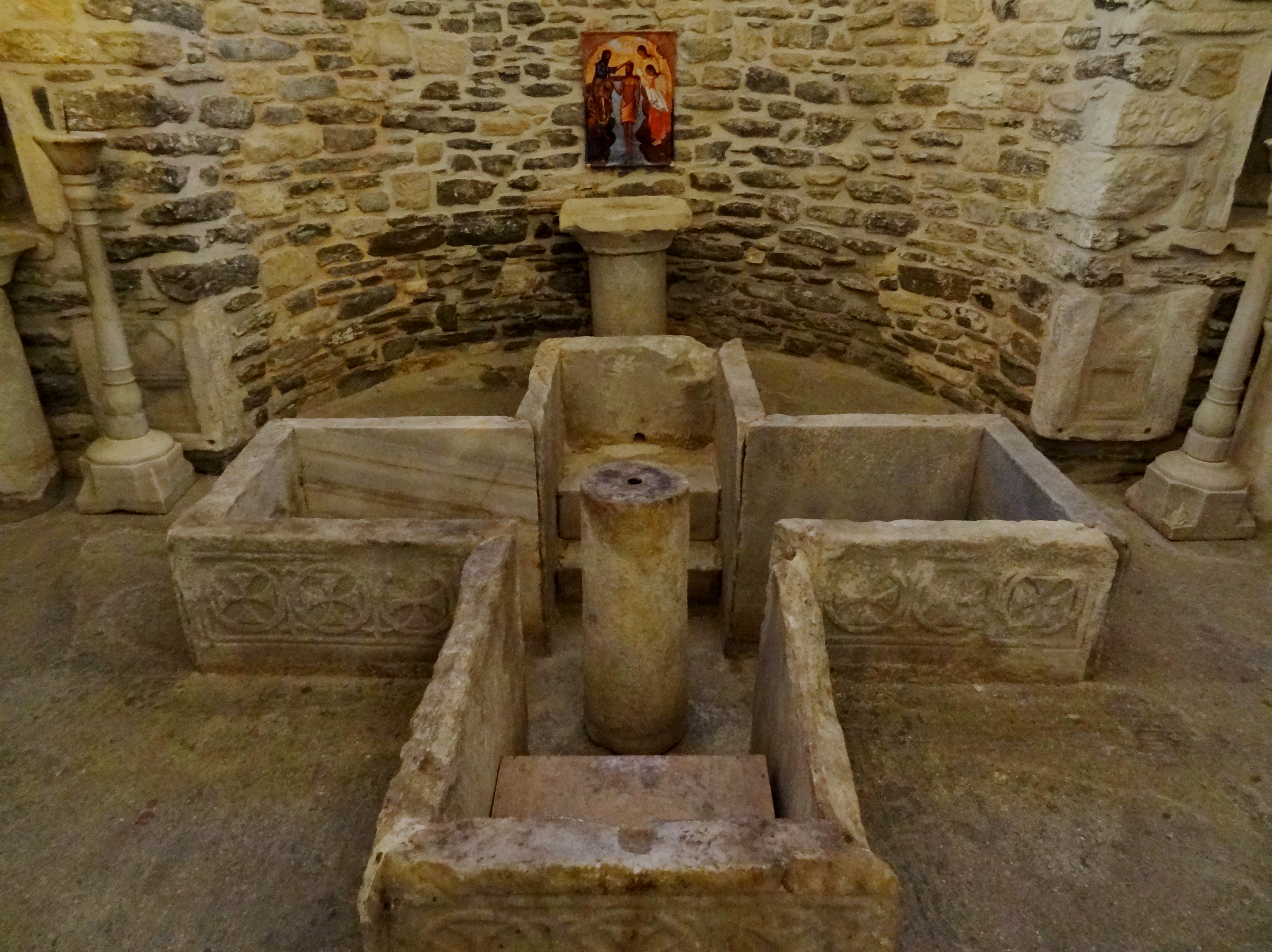
Taufbecken des Baptisteriums

Der Komplex besteht aus der Hauptkirche, zwei weiteren daran angebauten Kapellen und einem Baptisterium mit einem kreuzförmigen Taufbecken.
Eine Besonderheit stellt das Taufbecken aus Marmor im ehemaligen Baptisterium dar. In dem komplexen Kirchenraum befinden sich kleine Kapellen, die den beiden Heiligen Kosmas und Damianos und der Lokalheiligen der Insel, der heiligen Theoktisti, geweiht sind.